# Denis Lawson
Pour les articles homonymes, voir Lawson.
Denis Lawson, né le 27 septembre 1947 à Crieff, en Écosse, est un acteur britannique. Plus secondairement, il a écrit et/ou réalisé deux courts métrages et un téléfilm.

## Biographie
Denis Lawson est surtout connu pour son rôle du pilote rebelle Wedge Antilles dans la trilogie Star Wars. 
Il est l'oncle d'Ewan McGregor, qui a ensuite participé à la prélogie Star Wars dans le rôle d'Obi-Wan Kenobi.

## Filmographie partielle

### Cinéma
- 1977 : Star Wars, épisode IV : Un nouvel espoir de George Lucas : Wedge Antilles
- 1980 : Star Wars, épisode V : L'Empire contre-attaque de Irvin Kershner : Wedge Antilles
- 1983 : Star Wars, épisode VI : Le Retour du Jedi de Richard Marquand : Wedge Antilles
- 1983 : Local Hero de Bill Forsyth : Gordon Urquhart
- 2007 : Jekyll de Steven Moffat : Peter Syme
- 2011 : Perfect Sense de David Mackenzie
- 2012 : Broken de Rufus Norris : Mr. Buckley
- 2013 : The Machine de Caradog W. James : Thomson
- 2019 : Star Wars, épisode IX : L’ascension de Skywalker de J.J.Abrams : Wedge Antilles

### Télévision
- 2005 : Bleak House (en) (série télévisée) : John Jarndyce (rôle récurrent)
- 2007 : Miss Marple (série télévisée), s3.02 : Témoin indésirable : Leo Argyle
- 2012 - 2015 : Flics toujours (série télévisée) : Steve McAndrew (37 épisodes)
- 2017 : Victoria (série télévisée) : Le Roi sur l'autre rive  (saison 2 épisode 7) : le Duc d'Athol
- 2018 : Meurtres au paradis (série télévisée) : Le Vernis de la mariée  (saison 7 épisode 1) : Philip Marston

## Nominations
- Primetime Emmy Awards 2006 : meilleur acteur dans un second rôle dans une mini-série ou un film pour Bleak House (en)
- BAFTA Awards 2006 : meilleur acteur pour Bleak House (en)